# Lauzerte
Lauzerte é uma comuna francesa na região administrativa da Occitânia, no departamento de Tarn-et-Garonne. Estende-se por uma área de 44.56 km², e possui 1.447 habitantes, segundo o censo de 2018, com uma densidade de 32 hab/km².